# Adobe Photoshop Lightroom
Adobe Photoshop Lightroom is een fotografieprogramma ontwikkeld door Adobe voor OS X en Windows, ontworpen om professionele fotografen te helpen met het beheren van duizenden digitale afbeeldingen én om productiewerk te verrichten. Het is echter geen bestandsbrowser als Adobe Bridge, maar eigenlijk een afbeeldingsbeheerprogramma dat helpt met het bekijken, bewerken en beheren van digitale foto's (ook foto's op back-up-dvd's).

## Versies

### 1.0
Op 29 januari 2007 kondigde Adobe aan dat Lightroom vanaf 19 februari 2007 te koop was. De prijs in de Verenigde Staten was 299 dollar.
De Lightroom 1.1-update kwam uit op 26 juni 2007.

### 2.0
Op 29 juli 2008 kondigde Adobe Lightroom 2.0 aan. De prijs in de Verenigde Staten voor de full version was 299 dollar. De prijs voor de upgradeversie lag 200 dollar lager op 99 dollar.

### 3.0
Op 22 oktober 2009 kwam Lightroom 3.0 bèta 1 uit en op 23 maart 2010 Lightroom 3.0 bèta 2.

### 4.0
Op 6 maart 2012 kwam Lightroom 4.0 uit. Versie 4.1 van Adobe Lightroom verscheen op 29 mei 2012, gevolgd door versie 4.3 op 12 december 2012 en versie 4.4 op 2 april 2013.

### 5.0
Op 25 april 2013 kwam de Lightroom 5.0 preview release uit. Deze versie bood een aantal nieuwe mogelijkheden voor fotobewerking en presentatie.

### 6.0
Op 21 april 2015 kwam de Lightroom 6.0 uit. Deze versie ondersteunt 64-bits besturingssystemen en vereist minimaal Windows 7 (of later) of Mac OS X 10.8 (of later). In deze versie zijn onder meer gezichtsherkenning, hdr merge en gpu versnelling toegevoegd.

### 7.0
In oktober 2017 kwam de 7de versie uit voor de Classic editie.

### 9.0
Versie 9.1 kwam uit op 9 december 2019.

## Functies
In tegenstelling tot traditionele afbeeldingsbewerkingssoftware is Adobe Photoshop Lightroom gericht op de volgende werkstappen:
- Bibliotheek - bekijken en organiseren van afbeeldingencollecties
- Ontwikkelen - geen kwaliteitsverlies voor RAW- en JPEG-bestandsbewerking
- Diavoorstelling - gereedschappen en exportfuncties
- Afdrukken - layoutopties en voorkeuren
- Web - automatische galerij-aanmaak en -upload